# Ubaldo Nieto
Ubaldo „Uba“ Nieto (* um 1920 in Puerto Rico; † unbekannt) war ein puerto-ricanisch-amerikanischer Perkussionist (Timbales).
Nieto stammt aus einer musikalischen Familie. Er zog in die Vereinigten Staaten, um dort als Pianist zu arbeiten, bevor er sich mit verschiedenen Perkussionsinstrumenten beschäftigte und Unterricht bei Henry Adler hatte. Sein Bruder Johnny Nieto spielte in den frühen 40er-Jahren als Saxophonist bei Machito, bevor er Ubaldo Nieto in seine afro-kubanische Band holte. Anfang 1947 wirkte er erstmals bei Aufnahmen des Machito Orchestra (mit Chano Pozo) mit. In den folgenden Jahren arbeitete er u. a. auch mit Norman Granz (The Jazz Scene), Artie Shaw, Percy Faith, Mitch Miller, Charlie Parker (Mambo/Lament for the Congo), Chico O’Farrill, Billy Taylor, Frank Morgan, Count Basie, Dizzy Gillespie (Afro, 1956),  Art Blakey (Orgy in Rhythm, 1957), Johnny Richards und bei Tito Rodríguez & His Orchestra. Im Bereich des Jazz war er zwischen 1947 und 1960 an 54 Aufnahmesessions beteiligt, zuletzt in einer All-Star-Bigband (Al „Jazzbo“ Collins Presents Swinging at the Opera)
Tito Puente würdigte sein Talent: „No one else could play the way he played timbales“.